# Phoradendron congestum
Phoradendron congestum är en sandelträdsväxtart som beskrevs av Trelease. Phoradendron congestum ingår i släktet Phoradendron och familjen sandelträdsväxter. Inga underarter finns listade i Catalogue of Life.